# 阿爾戈費 (伊利諾伊州)
阿爾戈費（英語：Argo Fay）是位於美國伊利諾伊州卡洛爾縣的一個非建制地區。該地的面積和人口皆未知。

## 地理
阿爾戈費的座標為42°00′15″N 90°01′02″W / 42.00417°N 90.01722°W，而該地的平均海拔高度為197米（即646英尺）。